# ChromeOS
ChromeOS (bis April 2022 Chrome OS) ist ein Betriebssystem des US-amerikanischen Unternehmens Google. Es war ursprünglich speziell für die Benutzung von Webanwendungen ausgelegt. Inzwischen unterstützt ChromeOS native Anwendungen, die auch offline ausgeführt werden können. Durch eine auf Native Client basierende Laufzeitumgebung können auch Android-Apps auf ChromeOS ausgeführt werden. Über eine virtuelle Maschine kann ChromeOS auch Linux ausführen.
ChromeOS basiert auf dem quelloffenen, ebenfalls von Google entwickelten Betriebssystem Chromium OS. Es ist die kommerzielle Variante des Systems, welches von Googles Hardwarepartnern auf deren Geräten vorinstalliert wird. Es ist auch möglich, ChromeOS auf einem älteren, überholten Mac-Computer zu installieren, auf dem die neueren Betriebssysteme von Apple wegen fehlender Firmware o. ä. nicht mehr installierbar sind.

## Konzept
Die Grundidee von ChromeOS liegt in der Verwendung von Webanwendungen durch den Nutzer, wie sie durch Google bspw. mit Gmail und Google Drive, sowie auch mit Google Docs, Sheets, Slides und Forms zur Verfügung gestellt werden. Dieser Web-Clientansatz von ChromeOS steht im Gegensatz zum klassischen Betriebssystem-Ansatz für PCs, Laptop usw., bei dem der Nutzer native Anwendungen lokal installiert und verwendet. Durch den Webapplikationsfokus ist daher eine ständige Verbindung mit dem Internet Voraussetzung, dafür müssen keine Applikationen installiert und gewartet werden. Eine Offline-Nutzung ist daher nur eingeschränkt, z. B. über die Nutzung des HTML-5-Standards, vorgesehen. Dadurch ist ChromeOS vor allem für den Einsatz auf Netbooks geeignet, die mit kleinem aber schnellem Flash-Speicher anstelle großer Festplatten ausgestattet sind; auf diesen Geräten soll ChromeOS innerhalb weniger Sekunden starten und einsatzbereit sein. Die grafische Oberfläche des Betriebssystems ist auf ein Minimum reduziert und stellt nicht viel mehr als den Webbrowser Chrome bereit, der das Hauptinteraktionsinterface für den Nutzer darstellt. Nach Herstellerangaben soll das System schnell, einfach und sicher zu bedienen sein.
Mit der Benutzung von ChromeOS soll der Benutzer seine Daten standardmäßig im Internet bearbeiten, speichern und sichern (Cloud Computing), z. B. die Daten, die bei der Benutzung der Webapplikationen anfallen. Zu diesen Webapplikationen zählen neben dem Webbrowser (der auch gleichzeitig die Plattform für viele weitere Applikationen ist), Kommunikationsdienste (E-Mail, soziale Netzwerke, (IP-)Telefonie, Nachrichtendienste etc.), Textverarbeitung, Landkarten und weitere.
Der Anbieter Google versucht mit dem System insbesondere auch direkte Marktanteile des Betriebssystem-Marktführers Microsoft zu gewinnen und dessen Kontrolle über die nativen Schnittstellen für Applikationen (Win32, DirectX etc.) zu entgehen.
Entwickelt wurde das System basierend auf einem Linux-Kernel sowie dem hauseigenen Webbrowser Chrome. ChromeOS wird als nicht-freiverfügbare (Closed source / proprietär) Variante auf Basis des ebenfalls hauseigenen Betriebssystems Chromium OS entwickelt, das vollständig Open-Source-Software mit frei verfügbaren Quelltext ist. Ob ChromeOS mit der Verwendung des Linux-Kernels als eine Linux-Distribution einzuordnen ist, wird von Journalisten, Fachleuten und Organisationen unterschiedlich bewertet, da sich ChromeOS auch architektonisch stark von den meisten traditionellen Distributionen unterscheidet. Beispielsweise die Free Software Foundation nennt ChromeOS eine Art von „GNU/Linux“ (aber keine Aussage zu „Distribution“), die Linux Foundation listet ChromeOS als eine Linux-Distribution, die Mehrheitsrezeption wie auch der Hersteller beschreiben ChromeOS aber als Betriebssystem, welches auf dem Linux-Kernel basiert.

## Geschichte
Am 7. Juli 2009 wurde Google ChromeOS offiziell angekündigt, und einen Tag später präsentierte das Unternehmen die ersten OEM-Partner, die Hard- und Software zusammen mit ChromeOS anbieten sollten (Acer, Adobe, Asus, Freescale, Hewlett-Packard, Lenovo, Qualcomm, Texas Instruments und Toshiba). Zudem hatte sich kurz darauf auch Intel dazu bekannt, sich an der Entwicklung zu beteiligen. Weiter arbeitet auch das Unternehmen Canonical mit einigen Ubuntu-Entwicklern an ChromeOS mit.
Am 19. November 2009 wurde der Quelltext der Beta-Version veröffentlicht. Im Dezember 2010 ließ Google verlauten, dass die ersten Geräte mit dem neuen Betriebssystem erst in der ersten Jahreshälfte 2011 im Handel erhältlich sein sollen.

### Referenz-Hardware Cr-48

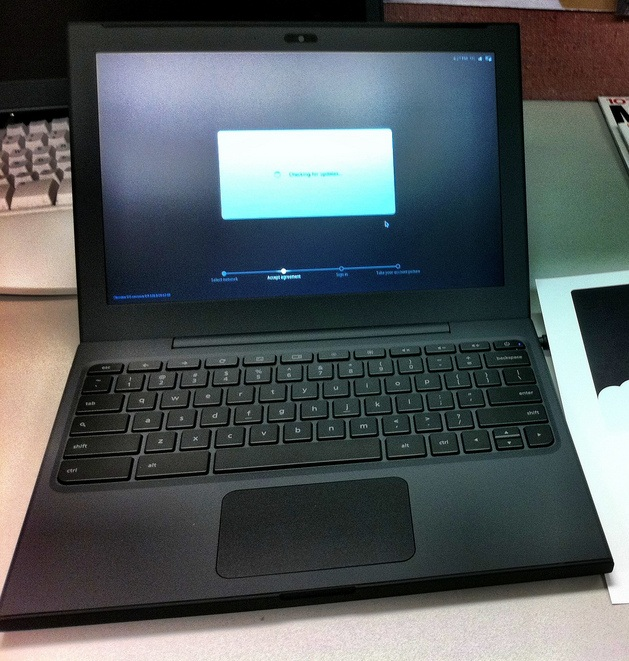
Cr-48, der experimentelle Vorläufer des Chromebooks

Am 7. Dezember 2010 kündigte Google auf einer Pressekonferenz das Netbook Cr-48 an. Dieses war als Referenzgerät gedacht und wurde im Rahmen eines Pilotprogramms, welches jedoch nicht in Deutschland zur Verfügung stand, an Tester und Entwickler vergeben. Es sollte nicht in den Handel gehen. Das Gerät verfügt über eine Bildschirmdiagonale von 30,7 cm (12 Zoll), ein 3G-Modem, WLAN, eine Webcam, einen USB-Anschluss und ein Speicherkartenlesegerät. Es wiegt etwa 1,7 kg. Die Akkulaufzeit soll im Betrieb etwa acht Stunden und im Stand-By-Betrieb etwa acht Tage betragen.
Eine Besonderheit stellt die Tastatur dar: Zwar verfügt das Gerät – entgegen einigen anderen Netbook-Modellen – über eine Tastatur in voller Größe, allerdings fehlen die Feststell- sowie die Funktionstasten. Erstere wurde durch eine „Suchtaste“, letztere durch Tasten für übliche Operationen innerhalb eines Browsers ersetzt.
Der Name des Geräts ist eine Anspielung auf das instabile Chrom-Isotop mit der Massenzahl 48.

### Chromebooks
Google hatte im Juni 2011 die ersten zwei Notebooks von Acer und Samsung mit ChromeOS ausgeliefert. Die Geräte wurden als US-Versionen (mit QWERTY-Tastatur) nach Europa importiert. Im Mai 2012 wurden zwei weitere Modelle vorgestellt, das Chromebook Series 5 550 sowie der Desktop-Computer Chromebox Series 3, die ebenfalls in Zusammenarbeit mit Samsung entstanden. Letzteres sollte vor allem für Business-Anwender attraktiv sein. Auf beiden Geräten, die nur in den USA und Großbritannien erhältlich waren, war eine neue ChromeOS-Version mit dem Fenstermanager Aura installiert.

## ChromeOS Flex
ChromeOS Flex ist seit dem 15. Juli 2022 ein neues kostenloses Betriebssystem von Google, das nicht nur auf Chromebooks, Chromeboxes und Chromebases laufen soll. Es soll unter anderem die Lebensdauer veralteter Windows-PCs und Macs verlängern, und stellt somit eine umweltbewusste und günstige Alternative dar. Es ist für Privatpersonen, Unternehmen und Bildungseinrichtungen entwickelt und soll kompatibel mit den Cloud-basierten Verwaltungstools von Google sein.

### Unterschiede zu ChromeOS zum jetzigen Zeitpunkt
Auf der Internetseite von Google werden die zurzeit (April 2022), in der Early-Access-Phase, für den Anwender bestehenden Unterschiede zwischen ChromeOS Flex und ChromeOS aufgelistet:
- Keine Android-Apps, beispielsweise kein Google Play Store
- Kein Google-Sicherheitschip
- Keine automatischen UEFI-Firmware-Updates
- ChromeOS Flex verschlüsselt zwar auch wie ChromeOS die Benutzerdaten, jedoch im Gegensatz zu zertifizierten ChromeOS-Geräten verfügen nicht alle ChromeOS-Flex-Geräte über ein unterstütztes Trusted Platform Module
- Keine Unterstützung zur Ausführung virtueller Windows-Maschinen (VMs) mit Parallels Desktop
- Keine Unterstützung für ARM-Architektur
- Nicht alle Flex-Geräte haben das ChromeOS-Tastaturlayout
- Einige Hardwarefunktionen werden offiziell nicht unterstützt
- Derzeit keine Zero-Touch-Registrierung
- Keine erzwungene Zugriff-Neuregistrierung
- Kein verifizierter Zugriff und verifizierter Modus
- Keine Unterstützung von SCEP (Simple Certificate Enrollment Protocol)

### Geschichte
Einige Quellen gehen davon aus, dass die Entstehung von ChromeOS Flex auf den Kauf von CloudReady vom Unternehmen Neverware im Dezember 2020 zurückzuführen ist. CloudReady von Neverware basierte auf dem Open-Source-Code von Chrome und Chrome OS, Chromium und Chromium OS. Das Unternehmen erstellte ein Betriebssystem, das auf vielen älteren Windows- und Mac-Geräten, und in einigen Fällen auf ausgedienten Chromebooks funktionierte. CloudReady war mit seinen geringeren Speicher- und Prozessoranforderungen und regelmäßigen Sicherheitsupdates ein ideales Betriebssystem für alte Computer.
Während der Entwicklung von ChromeOS Flex machte Google auf sich aufmerksam, da es für sein ChromeOS Flex Labor viele alte Notebooks auf dem Gebrauchtmarkt aufkaufte.

#### Start der Early-Access-Phase
Uneingeschränkten Zugriff auf ChromeOS Flex gab es zwischen Mitte Februar bis 14. Juli 2022 in einer Early-Access-Phase.
Seit dem 9. Mai 2022 und der Version 101.0.4951.59 konnten Nutzer, zwischen einer stabilen, Beta- und Entwicklerversion hin- und herwechseln. Die stabile Version war die am meisten vom ChromeOS-Team erfolgreich getestete Version, die Entwicklerversion war die neueste Version von ChromeOS Flex.

#### Ende der Early-Access-Phase
Seit dem 15. Juli 2022 befand sich ChromeOS Flex offiziell in der allgemeingültigen ersten Version. Damit endete die Early-Access-Testphase. Seitdem standen auch den Nutzern von CloudReady ein Update auf ChromeOS Flex zur Verfügung.

## Chromium OS

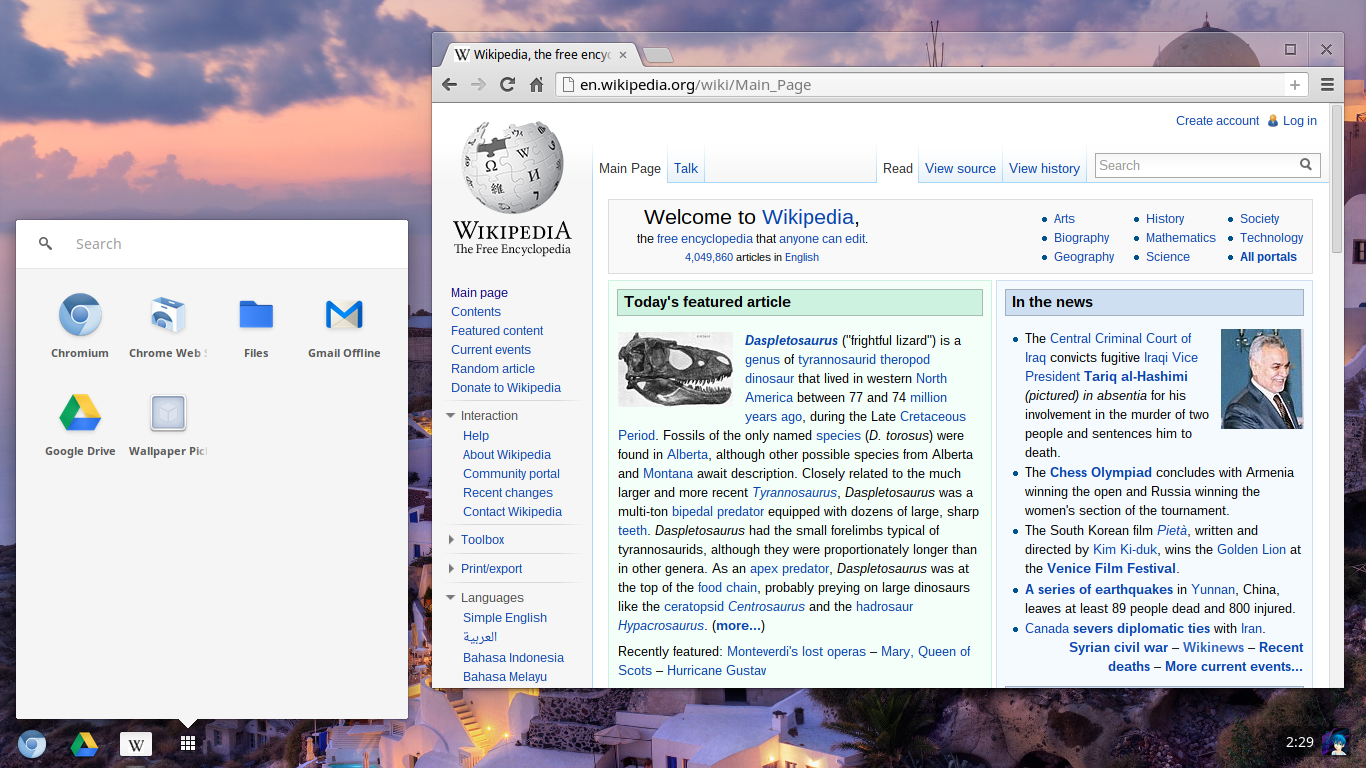
Chromium-OS-Version 23

ChromeOS wird auf der Basis von Chromium OS entwickelt, bei dem im Gegensatz zu ChromeOS der Quelltext frei verfügbar und nutzbar ist. Chromium OS enthält anstelle von Google Chrome den unter BSD-Lizenz stehenden Chromium-Browser. Neue Chrome-OS-Versionen werden jeweils aus dem aktuellen Stand der Chromium-OS-Entwicklung abgeleitet und um einige kommerzielle Programme wie Google Chrome ergänzt. ChromeOS ist somit eine kommerzielle, auf Geräten von Google und seinen Partnern installierte, Variante von Chromium OS.

## Zusammenspiel mit Android
Auf der Google I/O 2016 wurde verkündet, dass ChromeOS künftig auch Android-Apps ausführt.
Im Jahre 2025 kündigte Google an, dass ChromeOS in Android wird.